# Polizei (Griechenland)
Die Polizei Griechenlands (griechisch Ελληνική Αστυνομία Ellinikí Astynomía, „Hellenische Polizei“, umgangssprachlich: „El-As“) ist eine polizeiliche Institution des Staates Griechenland und untersteht dem Ministerium für Zivilschutz.

## Aufgaben

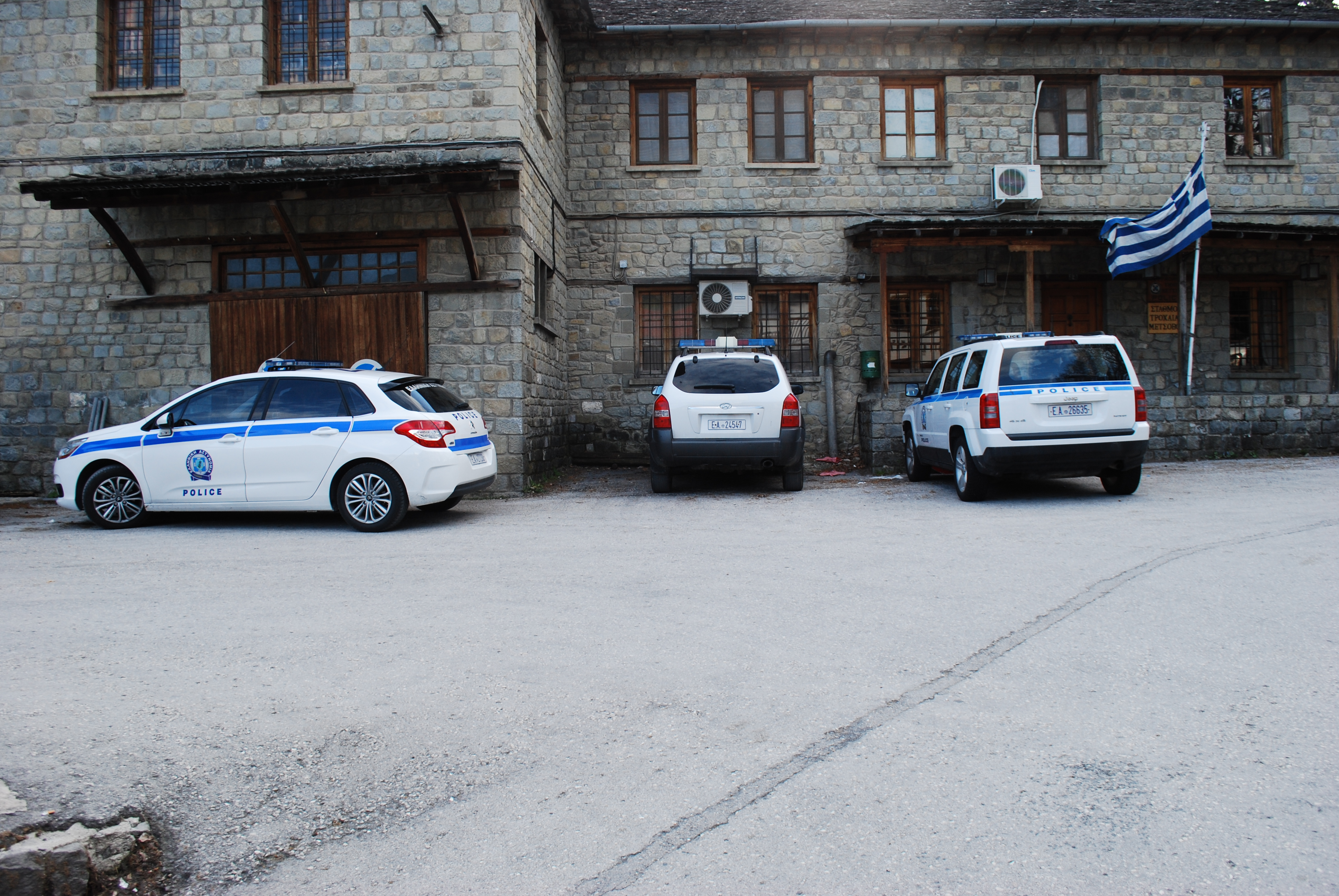
Ein Polizeirevier in Metsovo, Mittelgriechenland

Wie die Polizei in anderen Ländern auch, hat die griechische Polizei die Aufgabe, Verbrechen zu bekämpfen, den Behörden bei der Durchsetzung der Gesetze einschließlich der Verkehrsregeln zur Seite zu stehen, Hilfe bei Vorbeugungsmaßnahmen für die Sicherheit und den Schutz der Bevölkerung zu leisten und damit die Lebensqualität im Land zu wahren. Die Notruftelefonnummer ist die 100.
Traditionell hat die griechische Polizei zumeist Fahrzeuge des PSA-Konzern eingesetzt, es kamen jedoch auch andere Fahrzeuge als Streifenwagen zum Einsatz, darunter der Marken Skoda und Opel. Aktuell wird eine Hybridversion des Peugeot 308 eingeführt.

### Trennung der Polizeiaufgaben
Auf lokaler Ebene gibt es unter der Bezeichnung „Dimotiki Astinomia“ Stadtpolizeien, die sich hauptsächlich um die Regelung des örtlichen Straßenverkehrs, das Fundamt, die Parkraumbewirtschaftung und um die kleineren Belange der Bevölkerung kümmern. Sie unterstehen den jeweiligen Bürgermeistern, die oberste Dienstaufsicht führen jedoch die Regionen. Fahrzeuge dieser Polizeien tragen das Corporate Design (Farben, Wappen etc.) der jeweiligen Gemeinden.
Die Küstenwache und die Agentur Frontex bewachen die Außengrenze der EU. Insbesondere auf den zahlreichen kleineren Inseln kommt der Küstenwache eine größere Bedeutung zu, etwa bei Küstenabschnitten, die von der Landseite nicht erreichbar sind.

### Kennzeichnungspflicht
Siehe auch
Die Polizeibeamten sind verpflichtet, eine Identifikationsnummer auf den Schulterstücken ihrer Uniform zu tragen. Diese Regelung gilt für den Einsatz in geschlossenen Einheiten. Polizisten von speziellen Einheiten sind von der allgemeinen Verpflichtung befreit. Diese Verpflichtung entfällt auch für ranghohe Polizeibeamte. Diese sind lediglich verpflichtet, ihr Rangabzeichen zu tragen. 
Es liegen keine Informationen vor, ob die Kennzeichnungspflicht zu einem Anstieg unberechtigter
Anschuldigungen gegen Polizeibeamte oder gar zu persönlichen Übergriffen auf diese geführt hat.

## Geschichte

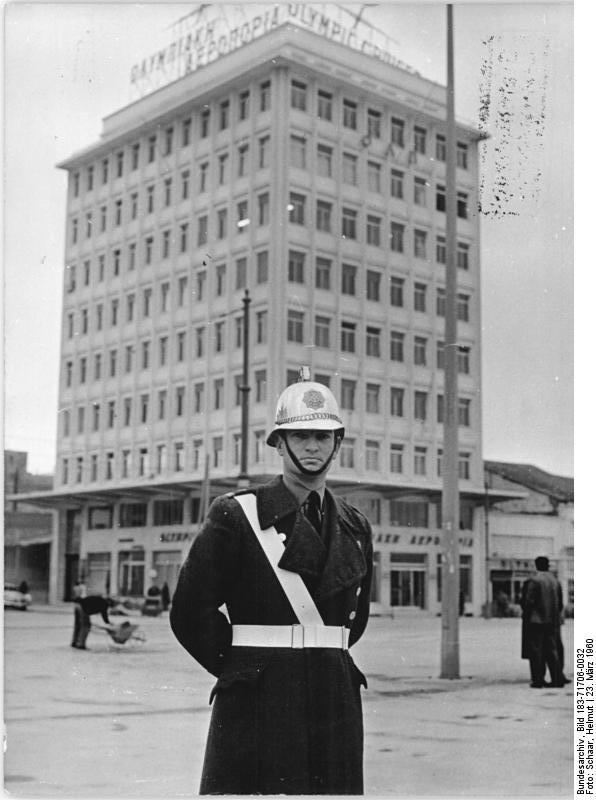
Verkehrspolizist in Piräus, 1960

Die Geschichte der griechischen Polizei reicht bis ins frühe 19. Jahrhundert. In ihrer heutigen Form entstand sie als Fusion der Gendarmerie und der städtischen Polizeien zum 1. November 1984.
Von der Gründung in den 1830er Jahren bis zur ersten Reform 1906 teilten sich Militär und Polizei gemeinsam die Infrastruktur, dies änderte sich 1906 mit der ersten Polizeireform. Während der griechischen Militärdiktatur 1967 bis 1974 gab es parallel zu den Polizeien als weitere Behörde eine „Militärpolizei“. 1984 wurden alle Polizeien in Griechenland zur griechischen Polizei fusioniert, die sich in zwei Sektoren gliedert. Bestimmte Aufgaben werden jedoch zentral wahrgenommen.

## Regionale Struktur
Es gibt zwei Sektoren, die gleiche Kompetenzen in unterschiedlichen Regionen haben und je von einem Generalinspektor geleitet werden. Die Regionen decken sich weitestgehend mit den geografischen Regionen des Landes.

### Nordsektor (Thessaloniki)
Die Allgemeine Polizeidirektion Thessaloniki (Γενική Αστυνομική Διεύθυνση Θεσσαλονίκης) in Thessaloniki ist zuständig für den Nordsektor.
- Ost - Makedonien und Thrakien Region
- Zentralmakedonien (Region)
- Westmakedonien (Region)
- Thessalien (Region)
- Epirus (Region)
- Nordägäische Region

### Südsektor (Attika)

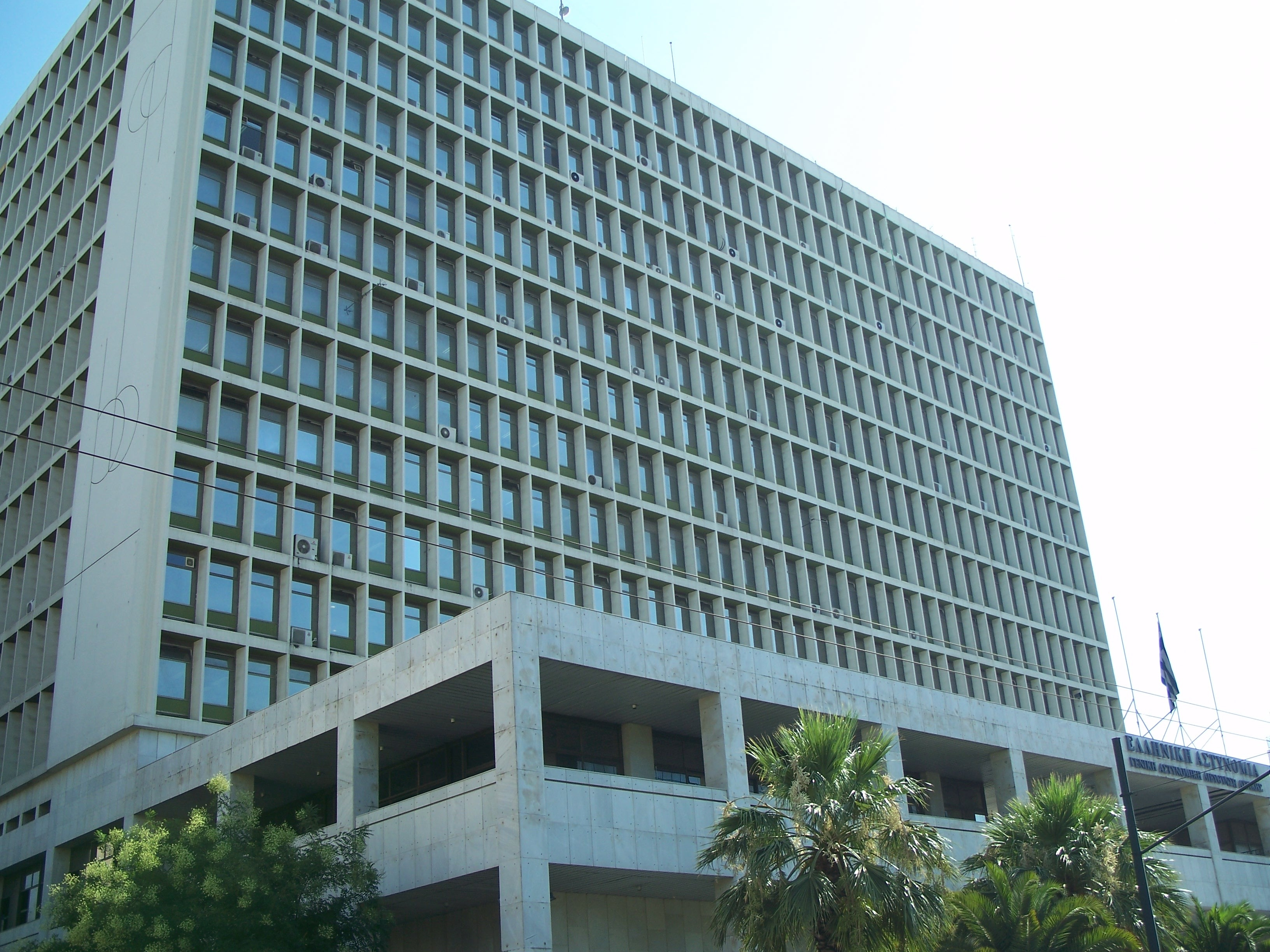
Die Zentrale des Südsektors in Athen

Die Allgemeine Polizeidirektion Attika (Γενική Αστυνομική Διεύθυνση Αττικής) in Athen ist zuständig für den Südsektor.
- Zentralgriechenland (Region)
- Peloponnes (Region)
- Westgriechenland (Region)
- Ionische Inseln (Region)
- Südägäische (Region)
- Kreta (Region)